# Long Beach repülőtér
A Long Beach repülőtér (IATA: LGB, ICAO: KLGB) repülőtér Los Angeles közelében, a várost kiszolgáló öt repülőtér egyike.

## Futópályák
A repülőtér futópályái:
- 08L/26R (6192 ft, 150 ft, aszfalt)
- 08R/26L (5423 ft, 150 ft, aszfalt)
- 12/30 (10 000 ft, 200 ft, aszfalt)

## Forgalom
Az utasforgalom az elmúlt években az alábbi módon változott:
| Utasok száma | 647 131 | 587 473 | 2 926 873 | 2 758 362 | 2 909 307 | 3 206 910 | 2 523 686 | 3 783 805 | 1 043 773 | 3 739 307 |
|              | 1998    | 2001    | 2004      | 2006      | 2009      | 2012      | 2015      | 2017      | 2020      | 2023      |

## Légitársaságok és úticélok
2025-ben a Long Beach repülőtérről az alábbi járatok indulnak (Utoljára frissítve: 2025-02-11):

### Személy
| Légitársaság       | Célállomások | Refs  |
| ------------------ | --- | ----- |
| Delta Air Lines    | Salt Lake City |       |
| Delta Connection   | Salt Lake City | [ 1 ] |
| Hawaiian Airlines  | Honolulu, Kahului | [ 2 ] |
| Southwest Airlines | Albuquerque, Austin, Baltimore (kezdődik 2025 június 5-én), Chicago–Midway, Dallas–Love, Denver, El Paso, Honolulu, Houston–Hobby, Kansas City, Las Vegas, Nashville, Oakland, Phoenix–Sky Harbor, Reno/Tahoe, Sacramento, Salt Lake City, San Jose (CA), St. Louis Szezonális: Kahului, New Orleans, Orlando |       |

### Cargo
| Légitársaság          | Célállomások |
| --------------------- | ------------ |
| United Parcel Service | Louisville   |